# Casa Rosada
Casa Rosada é a sede da presidência da República Argentina, em Buenos Aires, assim chamada pela cor aproximadamente rosa de sua alvenaria. Abriga também o Museu da Casa do Governo, com material relacionado aos presidentes do país. Localizada em Buenos Aires, em frente à Praça de Maio (Plaza de Mayo) na Calle Balcarce 50, no distrito de Monserrat. Do outro lado da praça, a Avenida de Mayo liga a sede do Governo a outro importante marco histórico: a Praça do Congresso Nacional (Palácio do Congresso). Dessa localização na Praça de Maio é possível se observar o Obelisco da Avenida 9 de Julho e a Catedral Metropolitana. Em 1942 foi declarada Patrimônio Histórico Nacional.

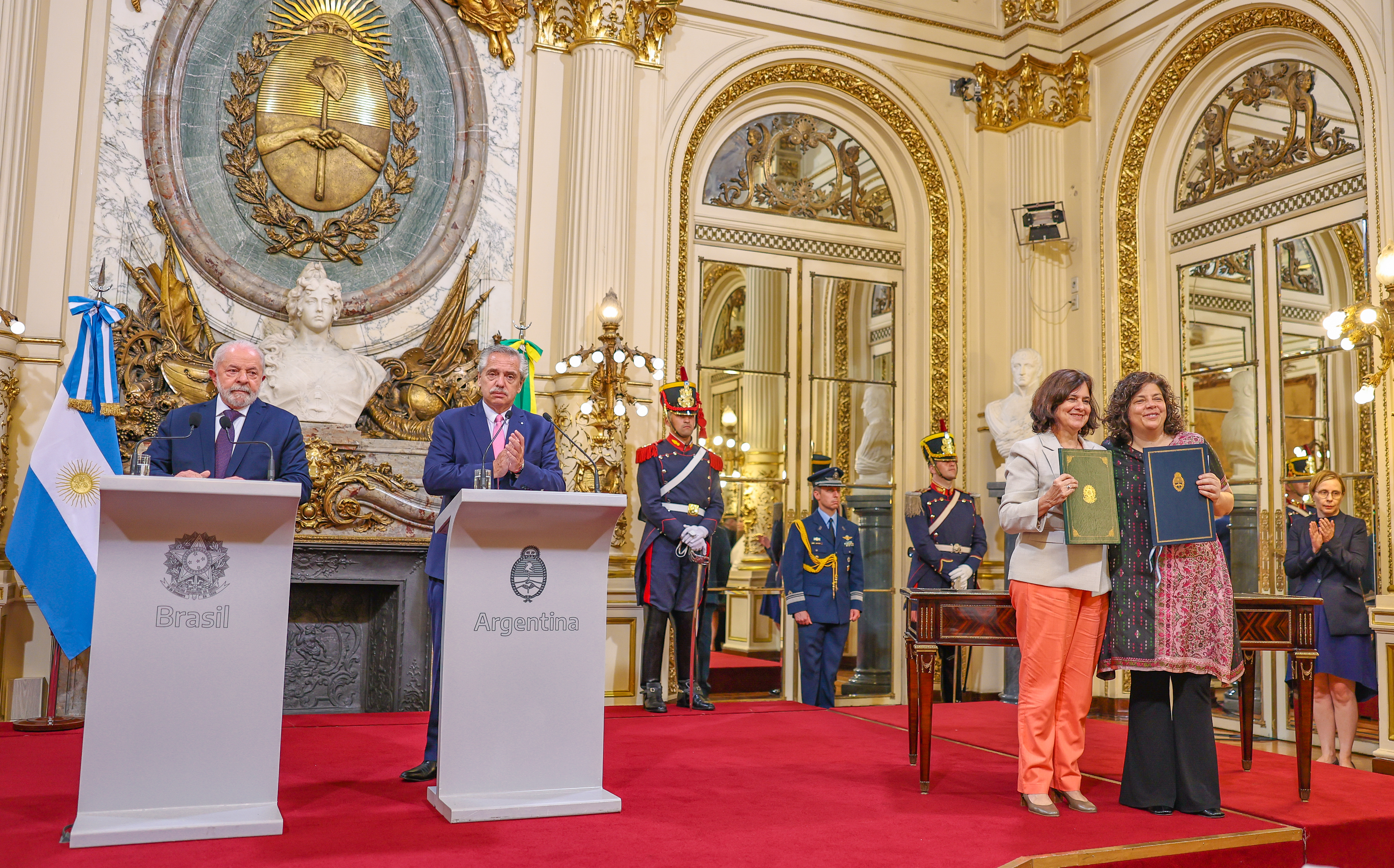
Os presidentes da Argentina, Alberto Fernandez e Luiz Inácio Lula da Silva, juntamente às ministras da Saúde de cada país, firmam tratados internacionais durante entrevista coletiva na Casa Rosada em 2023.

O edifício está localizado no que foi a Fortaleza Real de Don Juan Baltazar da Áustria, construída pelo governador Fernando Ortiz de Zárate em 1594, às margens do Rio da Prata. Serviu como sede para os governadores, em seguida, para os vice-reis do Vice-Reino do Rio da Prata e depois para os governos independentes desde 1810. A velha fortaleza foi demolida na década de 1850 para construir o edifício da Alfândega Nova. Sob a presidência de Domingo Faustino Sarmiento, o edifício foi pintado de rosa, cor que mantém até hoje. Há uma lenda que diz que a cor rosada é uma junção de vermelho e branco, cores-símbolo de dois partidos políticos.
Em 1937, o presidente Agustín Pedro Justo decidiu que o edifício seria completamente demolido para criar uma perspectiva a partir da Praça de Maio para o rio, e estender a Avenida de Maio até Puerto Madero. No início de 1938, começou a demolição do lado sul, em 17 metros. Mas em fevereiro do mesmo ano, tornou-se presidente Roberto Marcelino Ortiz, que decidiu interromper a demolição. No entanto, a ala sul nunca foi reconstruída.

## A Casa Rosada na cultura
A Casa Rosada possui fama internacional por ter sido palco de importantes manifestações políticas e também artísticas. Por exemplo, várias cenas dos filmes "A História Oficial" e "Evita" foram gravadas na praça e nas sacadas do palácio. O palácio é famoso pelo seu grande acervo de pinturas e esculturas, além da sua arquitetura.
Para as comemorações do bicentenário da Revolução de Maio de 1810, várias modificações foram feitas e a abertura do Museo del Bicentenario foi realizada no porão da Casa Rosada.

## O interior do palácio

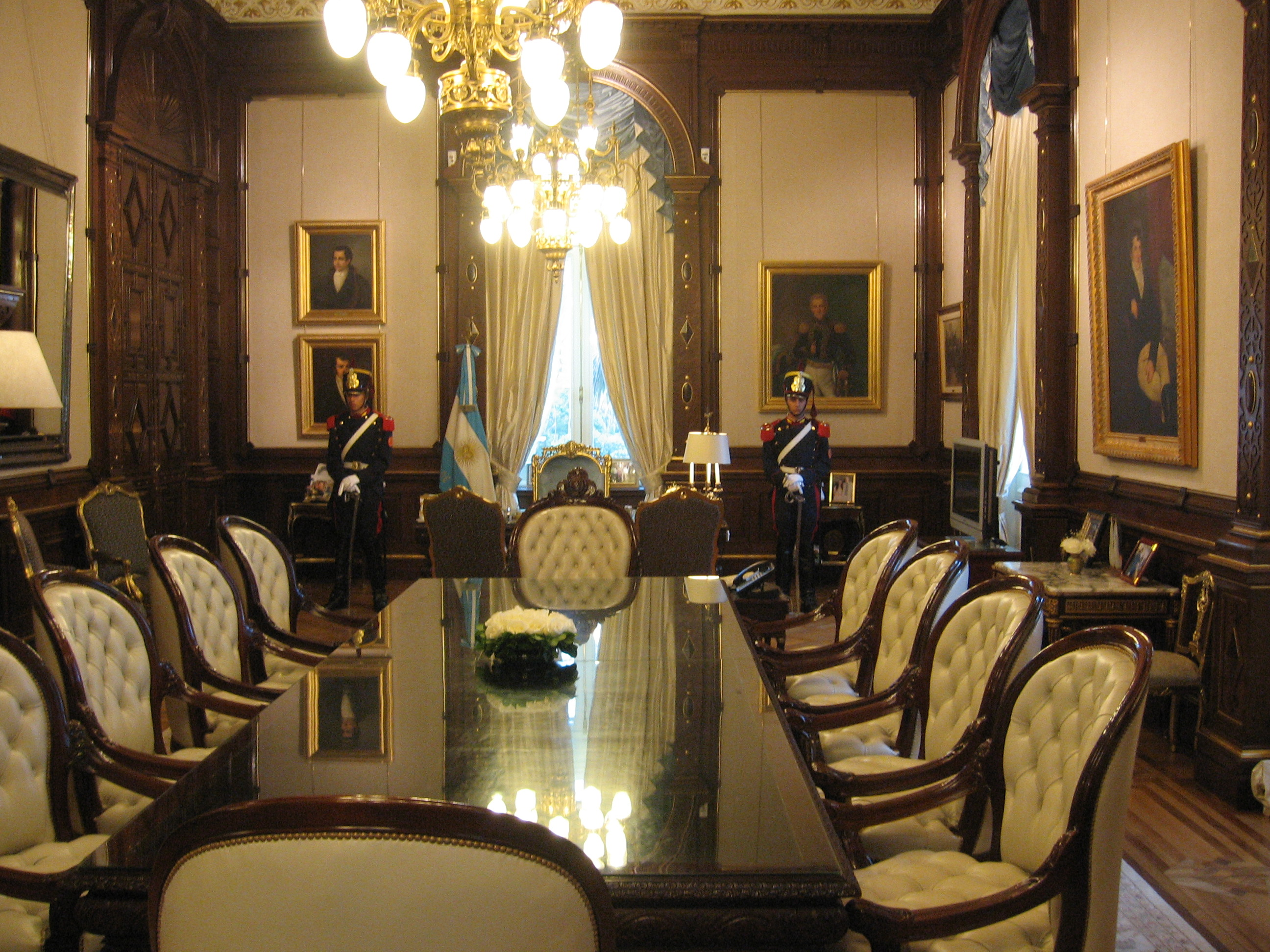
Gabinete presidencial
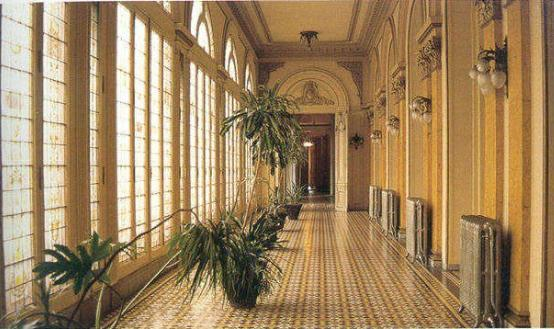
Janelas da Casa Rosada
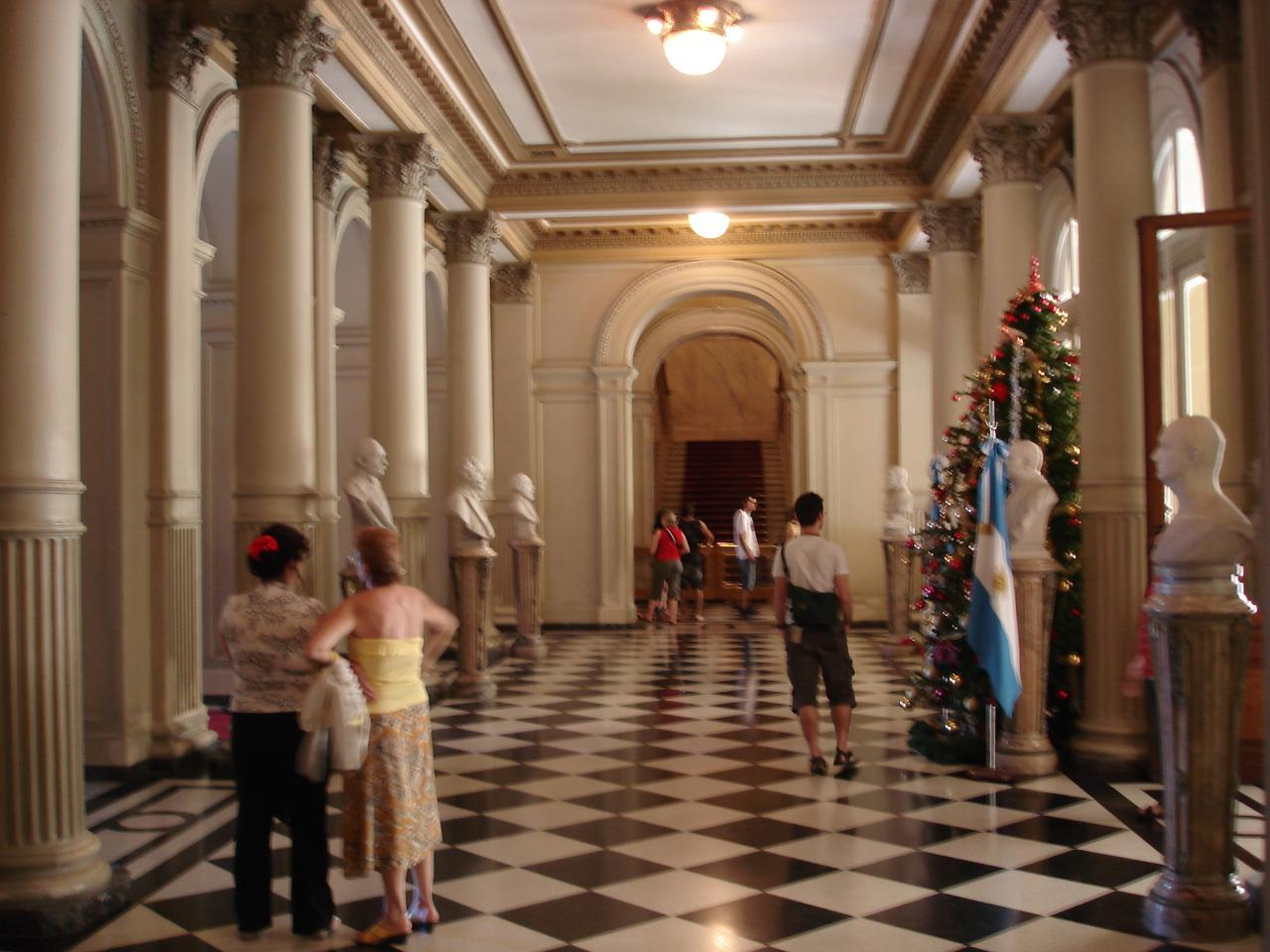
Sala das esculturas
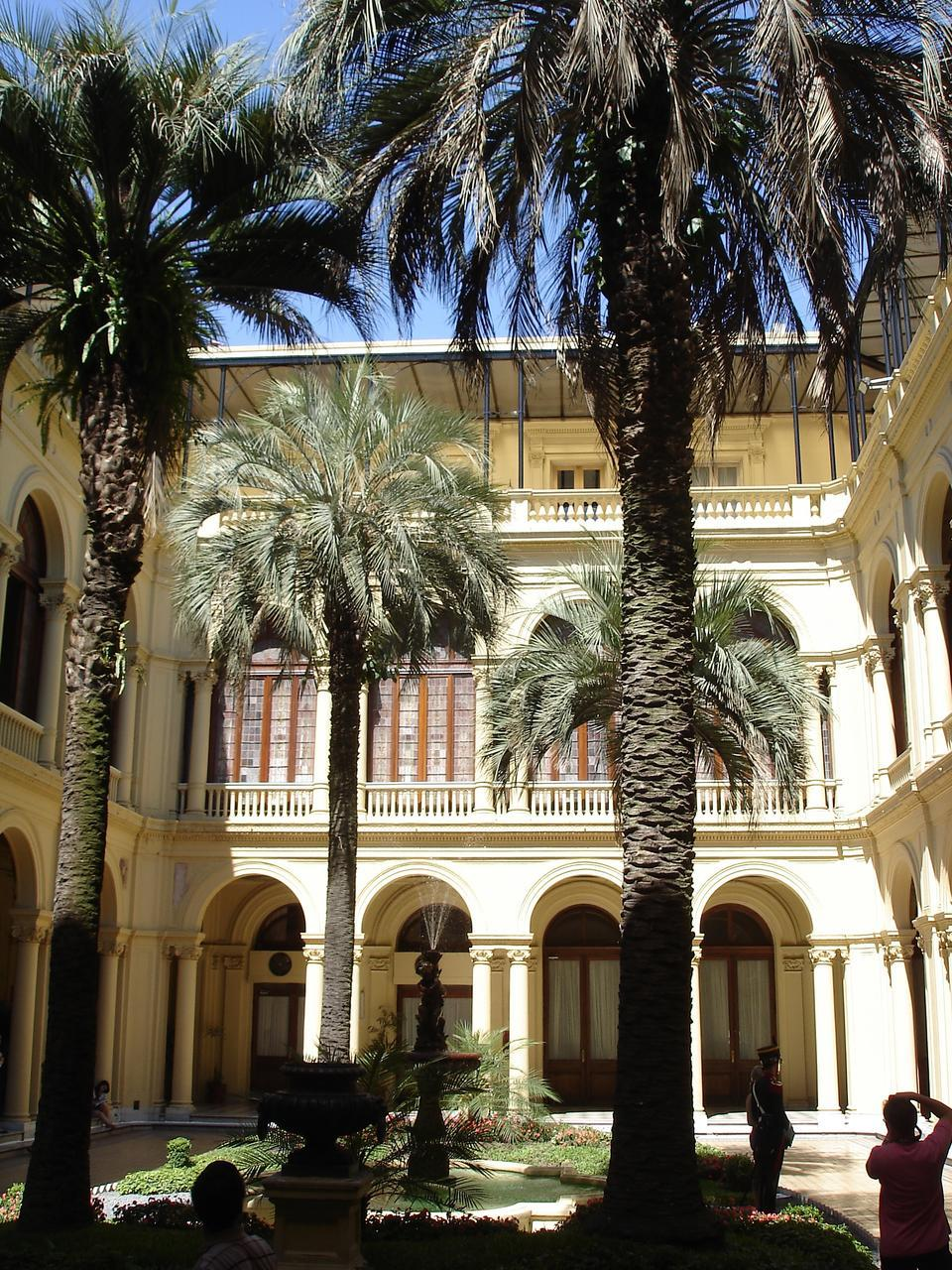
Pátio das palmeiras
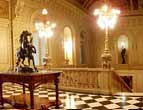
Escada Francia
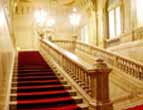
Escada Itália
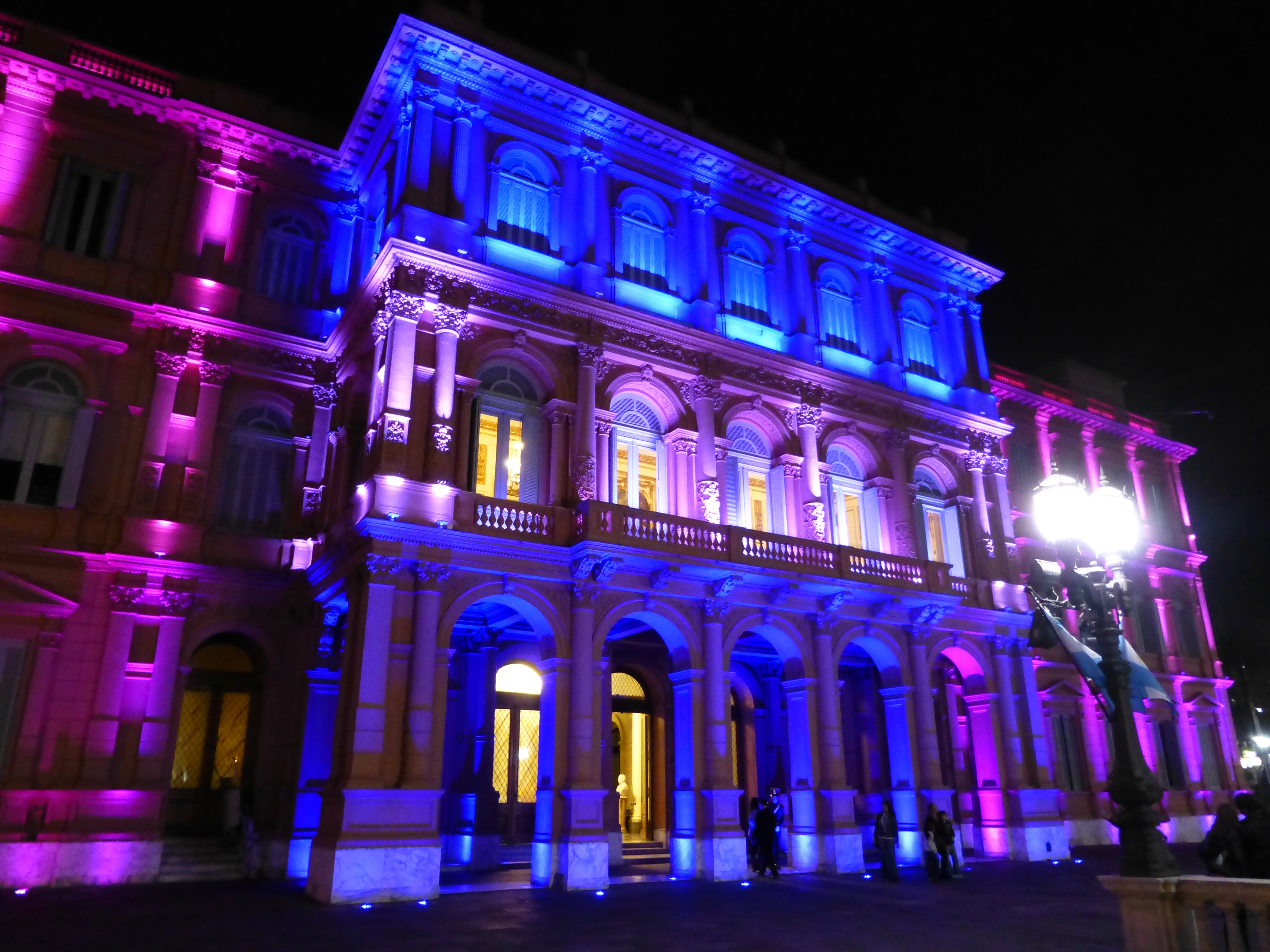
Fachada principal à noite